# Roberto Campos
Roberto de Oliveira Campos ABL (Cuiabá, 17 de abril de 1917 – Rio de Janeiro, 9 de outubro de 2001) foi um economista, professor, escritor, diplomata e político brasileiro. Nascido em Mato Grosso, oriundo de uma família de origem humilde, formou-se em Filosofia e Teologia em um seminário católico, seguindo a carreira diplomática após passar no concurso do Itamaraty. Foi nomeado cônsul de terceira classe em Washington, e, nesta cidade, se formou em Economia pela Universidade George Washington. Pouco tempo depois, foi promovido a cônsul de segunda classe, e foi designado segundo secretário de Washington. Fez parte da delegação brasileira da Conferência de Bretton Woods, que criou o Fundo Monetário Internacional e o Banco Mundial. Após isso, juntou-se à representação do Brasil nas Nações Unidas em Nova Iorque, onde fez a sua Pós-Graduação em Economia pela Universidade Columbia. No período em que permaneceu nos Estados Unidos, foi membro da delegação brasileira em diversas reuniões e conferências internacionais.
Mais tarde, tornou-se parte da assessoria econômica do presidente Getúlio Vargas, sendo um dos idealizadores da Petrobras, autarquia que havia sido inicialmente pensada como empresa mista sob controle majoritário do Estado ao invés de um monopólio estatal. No Governo Juscelino Kubitschek, foi um dos Presidentes do Banco Nacional de Desenvolvimento Econômico e Social e teve uma participação importante no Plano de Metas. Após o golpe de Estado de 1964, foi ministro do Planejamento durante o governo de Castelo Branco, quando promoveu muitas reformas econômicas. Foi um dos idealizadores do BNDES, Banco Central do Brasil, Estatuto da Terra e do FGTS.
Em 1982, foi eleito senador pelo seu estado natal, Mato Grosso. Em 1990, ao invés de disputar a reeleição como senador, preferiu se candidatar a  deputado federal pelo Rio de Janeiro, tendo sido eleito naquele ano e reeleito em 1994. Em 1998, Campos disputou as eleições por uma cadeira no Senado Federal, também pelo Rio de Janeiro, mas Sartunino Braga ficou à frente na disputa por uma diferença de 5% dos votos. Em 23 de Setembro de 1999, foi eleito imortal pela Academia Brasileira de Letras. Faleceu de um infarto agudo do miocárdio no dia 9 de outubro de 2001, no Rio de Janeiro.

## Origem e formação
Nascido na capital de Mato Grosso, em 17 de abril de 1917, Roberto de Oliveira Campos foi o segundo filho de Waldomiro de Oliveira Campos, professor, e de Honorina de Oliveira Campos, costureira. Ficou órfão de pai aos cinco anos de idade, com sua família se mudando para Minas Gerais logo após. Em 1934, Roberto Campos começou a formação acadêmica em filosofia e teologia em Belo Horizonte e em Guaxupé num seminário católico. Deixou o seminário em 1937, devido à falta de condições financeiras e de idade para se tornar padre.
Após deixar o seminário, mudou-se para Batatais, no interior de São Paulo, onde conheceu sua esposa, Estela, com quem teve três filhos. Mudou-se para o Rio de Janeiro, inicialmente, prestou concurso para escriturário do serviço público, neste concurso foi reprovado por não saber datilografar. Também tentou o concurso para inspetor de ensino, mas novamente teve de desistir - desta vez porque os diplomas do seminário não foram reconhecidos.
Ingressou no serviço diplomático em 1939, trabalhando como diplomata nos Estados Unidos. Fez pós-graduação em Economia pela Universidade George Washington, e iniciou um doutorado na Universidade Columbia de Nova York, o qual não chegou a concluir.
Participou, com o decano dos economistas brasileiros Eugênio Gudin, da Conferência de Bretton Woods, que foi a responsável pela criação do Banco Mundial e do FMI.

## Carreira ministerial
Trabalhou no Segundo Governo Getúlio Vargas quando foi um dos criadores do atual Banco Nacional de Desenvolvimento Econômico e Social (BNDES), do qual foi posteriormente presidente, de agosto de 1958 a julho de 1959 e participou da Comissão Mista Brasil-Estados Unidos, que estudou os problemas econômicos brasileiros. Rompeu com Getúlio Vargas e foi designado para trabalhar no consulado brasileiro em Los Angeles, onde aproveitou para conhecer profundamente o cinema de Hollywood.
No Governo Juscelino Kubitschek, teve participação importante no Plano de Metas, sendo um dos coordenadores dos grupos de trabalhos desse plano. Roberto Campos havia sugerido que se chamasse "Programa de Metas", sugestão que Juscelino não acatou. Roberto Campos sugeriu também que se fizesse um plano mais amplo visando combater o déficit público e equilibrar as contas externas através de uma reforma cambial.
Exerceu os cargos de Embaixador do Brasil em Washington no Governo João Goulart e Londres no governo Ernesto Geisel. Quando embaixador em Londres, Roberto Campos participou da banca de doutoramento em York do futuro presidente de Portugal, o professor Aníbal Cavaco Silva.

Presidente Castelo Branco e seus ministros, entre os quais, Roberto Campos (o segundo na terceira fileira, da esquerda para direita).

Em 1964, durante o governo militar, tornou-se ministro do Planejamento no governo Castelo Branco. Como ministro, juntamente com o colega Octávio Gouveia de Bulhões do Ministério da Fazenda, modernizou a economia e o estado brasileiro através de diversas reformas e controlou a inflação, sendo responsáveis pelo Programa de Ação Econômica do Governo (PAEG).
Campos e Bulhões redigiram o texto do Programa, que demonstrava a meta de conseguir a estabilidade monetária, pois a inflação era considerada o principal empecilho ao desenvolvimento econômico. Eles atribuíram a inflação às causas seguintes: déficit do setor público; excesso de crédito para o setor privado; e excessivos aumentos salariais. O Programa anti-inflacionário desenhado pelos ministros possuía estratégia gradualista, em contraposição a um tratamento de choque (puramente ortodoxo e recomendado pelo FMI), objetivo se torna: reduzir a inflação, mas sem deixar de lado o crescimento.
No Governo Castelo Branco, Roberto Campos participou do grupo que criou: o Banco Nacional da Habitação (BNH), o salário-educação, o cruzeiro novo, a indexação de preços na economia brasileira através da correção monetária pelas ORTNs, Obrigações Reajustáveis do Tesouro Nacional. Elaborou e executou uma reforma fiscal através do novo Código Tributário Nacional, Lei nº 5 172, de 25 de outubro de 1966. Liberalizou a lei de remessas de lucros, Lei nº 4 390, de 29 de agosto de 1964.
Criou, em conjunto com outros, o Banco Central do Brasil, o FGTS e o Estatuto da Terra. Foi o autor dos artigos econômicos da Constituição de 1967, a qual foi, nas palavras dele, "a constituição menos inflacionista do mundo", a qual, entre outros dispositivos anti-inflacionários, não permitia que o Congresso Nacional fizesse emendas ao orçamento que aumentassem os gastos públicos da união.
Como ministro foi combatido por governadores, entre eles Adhemar de Barros e Carlos Lacerda, que eram contra o corte de gastos públicos que Roberto Campos determinou para combater a inflação.
Roberto Campos teve grande influência na formulação da política externa do Brasil do governo Castelo Branco através da sua teoria dos círculos concêntricos.
Posteriormente, Campos tornou-se crítico dos rumos tomados por duas de suas criações: a correção monetária e o Banco Central do Brasil.

## Carreira parlamentar
Foi senador, por Mato Grosso, pelo PDS, por oito anos (1983-1991), e deputado federal pelo Rio de Janeiro por duas legislaturas (1991-1999). Fez um discurso antológico na sua estreia no Senado Federal, que foi respondido pelo senador Severo Gomes, surgindo, então, uma rivalidade que marcaria época no Senado Federal.
Votou em Paulo Maluf na eleição indireta para presidente da República em 15 de janeiro de 1985, argumentando ser adepto da fidelidade partidária ao candidato do PDS e alegando que o referido candidato adotaria uma política econômica alinhada aos princípios liberais e privatizantes que defendia, linha programática que, em sua visão, não corresponderia à administração do candidato da oposição, Tancredo de Almeida Neves (PMDB), o vencedor do pleito. 
No auge do Plano Cruzado durante o Governo José Sarney, Roberto Campos foi uma das poucas vozes a criticá-lo.

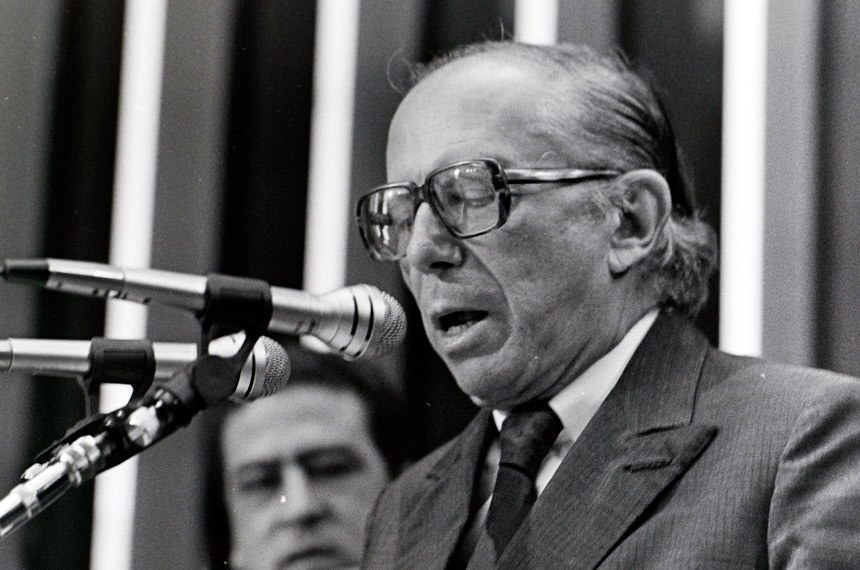
Roberto Campos discursando na Assembleia Constituinte

Sentia-se como sendo o único parlamentar na Assembleia Nacional Constituinte de 1988 a defender a economia de mercado. Não teve nenhuma de suas ideias aprovadas quando deputado e senador.  Apresentou 15 projetos de leis no Senado, todos rejeitados, entre os quais, estão projetos propondo:
- Livre negociação salarial no setor privado e estabelece medidas de flexibilização do mercado de trabalho para evitar o desemprego;
- Extinguir, como empresas estatais, as que forem deficitárias, privatizando-as ou liquidando-as;
- Estabelecer a livre negociação salarial;
- Criar contratos de trabalho simplificados para facilitar novos empregos.

Terminou o mandato de senador constituinte reclamando da solidão do liberal no Brasil.
Ao lado de José Guilherme Merquior foi um dos ideólogos do Governo Collor, e chegou a ser cotado para ocupar o cargo de Ministro das Relações Exteriores no início de 1992, fato que não se concretizou devido a desacertos políticos entre o PDS e o Governo Federal. Porém votou a favor do impeachment do presidente Collor. Quando deixou o hospital onde estava internado com septicemia e compareceu de cadeira de rodas no Congresso Nacional, seu voto foi muito aplaudido.
Candidatou-se ao Senado Federal, pelo Rio de Janeiro, em 1998, perdendo por uma diferença de 5%, para Roberto Saturnino Braga.

## Eleição a ABL
Em 18 de maio de 1999, Dias Gomes morre, assim abrindo uma vaga na Academia Brasileira de Letras. Roberto Campos se candidatou a essa vaga e recebeu apoio de acadêmicos da ABL que tendiam a direita como Tarcísio Padilha, Ledo Ivo, Antônio Olinto e Rachel de Queiroz, porém sofreu a oposição de intelectuais à esquerda como Celso Furtado e de Ariano Suassuna, que chegou a afirmar que ele não se opunha a candidatura de Campos por razões ideológicas e sim por não considerar o caráter dele digno a entrar na ABL.
Antes da eleição de Campos, a viúva de Dias Gomes ameaçou tirar o corpo do marido do mausoléu da ABL, caso Roberto Campos fosse eleito.
No dia 23 de setembro de 1999, foi eleito por 20 votos a 16 por Bella Jozef e assumiu dia 28 de outubro de 1999 com um discurso que destacou o contraste ideológico entre os membros da cadeira que ele foi eleito, suas perspectivas para ao futuro do Brasil e do mundo e criticou o que ele considerou "batalha ideológica".
No seu discurso de posse, estavam presentes o ex-presidente José Sarney, o então Presidente das Organizações Globo, Roberto Marinho e o então Presidente do Senado, Antônio Carlos Magalhães.

## Pensamento

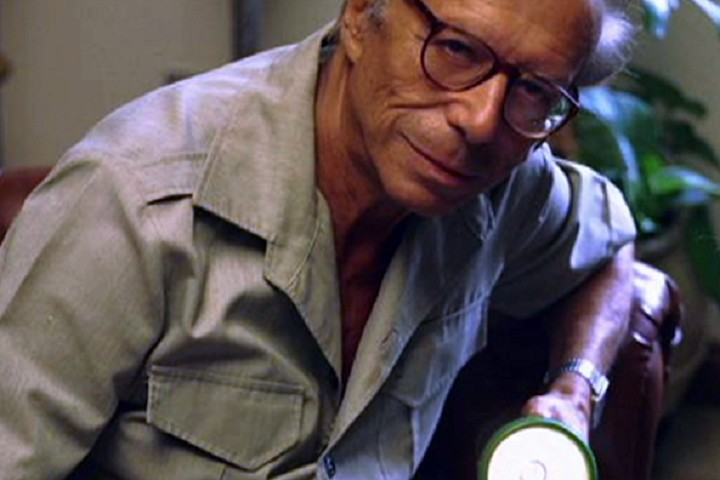
Roberto Campos segurando uma lanterna, em referência a seu livro "Lanterna na Popa".

Durante o início de sua carreira, Roberto Campos defendeu a intervenção estatal na economia desde que ligada ao desenvolvimento conjunto do setor privado capitalista e sem preconceito contra o capital estrangeiro, o que lhe rendeu a reputação de entreguista e o apelido (codinome) "Bobby Fields" dado por adversários que o viam como um americanista.
Fez este tipo de intervenção na economia, quando ministro do planejamento, e, no Plano de Metas de Juscelino Kubitschek, onde não se criaram muitas empresas estatais.
Após o governo Castelo Branco, com o progresso do gigantismo estatal e da burocratização no Brasil durante os governos militares subsequentes, muito especialmente nos governos de Emílio Garrastazu Médici e Ernesto Geisel, intensificou sua posição aberta de doutrinário liberal defendendo a tese de que um país só pode ter liberdade política com liberdade econômica. Criticou fortemente as estatizações de empresas e a criação de novas empresas estatais pelos seus sucessores no Ministério do Planejamento.
Convenceu-se de que o estadismo é ''trágico'' e ''empobrecedor'' quando foi embaixador em Londres, nas décadas de 1970 e 1980, quando acompanhou de perto o programa de privatização da economia inglesa feito pela primeira-ministra da Grã-Bretanha Margaret Thatcher. Nesse período participou da banca de doutoramento em economia na Universidade de York do ex-presidente de Portugal Dr. Aníbal Cavaco Silva.[carece de fontes?]
O ''triunfo'' do neoliberalismo, termo que ele dizia ser inexato, na década de 1990, deu-lhe a oportunidade de dizer, no seu livro de memórias:
| “ | "Estive certo quando tive todos contra mim". | ” |

Ao morrer, com 84 anos, deixou a fama, entre seus admiradores, de ''sempre ter razão de remar contra a maré'' e ser um liberal solitário no Brasil.
Combateu, sem o menor apoio e êxito, o monopólio da Petrobras, que Roberto Campos chamava de Petrossauro, repetindo a frase do Presidente Castelo Branco que dizia: "Se é eficiente não precisa do monopólio, se precisa, não o merece". Sobre Petróleo, Roberto Campos dizia que "Petróleo é apenas um hidrocarboneto e não ideologia".
Previu, em 1982, que a Lei de informática aprovada naquele ano pelo Congresso Nacional e que era de iniciativa do governo João Figueiredo, iria condenar o Brasil ao atraso na área de informática.
Ex-keynesiano, mais tarde discípulo do economista austríaco Friedrich August von Hayek, lamentava ter perdido tempo com outros autores. Roberto Campos postulava como o economista Hayek que o Estado deveria ter o tamanho mínimo possível para o cidadão não se tornar servo dele. Schumpeter também foi um economista que Roberto Campos admirou já na juventude. Sua tese não concluída de doutorado teria Schumpeter como "tutor".
Em 1994, diria que sua defesa do dirigismo estatal havia sido um erro de juventude, "como a gonorreia" - um exemplo da ironia corrosiva pela qual se tornou conhecido. Sua inteligência nunca deixou de ser reconhecida até pelos inimigos políticos.
Seus adversários jamais cessaram de dizer que o seu apoio entusiástico, no início, ao Golpe de 1964, não era consistente com suas defesas da liberdade política, a não ser que por "liberdade" se entendesse a liberdade econômica e o fato do país não cair nas mãos do comunismo. Seus defensores, por outro lado, dizem que Roberto Campos fazia parte do "grupo castelista" e que, portanto, apoiou só o Governos Castelo Branco e Geisel, que, segundo seus defensores, foram governos mais liberais. Porém Roberto Campos foi contra as estatizações e criações de empresas feitas por Geisel, do qual ele mesmo foi o seu embaixador em Londres.
Sobre o socialismo e capitalismo, ele acreditava que:
" - O princípio axiológico do capitalismo é que o homem é dono de seu corpo e do produto de suas faculdades e só pode ser privado do produto dessas faculdades por consenso, contrato, ou pela aceitação de tributos sujeitos ao crivo da representação democrática. Já o socialismo parte do princípio de que o homem é proprietário de seu corpo, mas não é proprietário do uso de suas faculdades. Esse produto pode — e deve — ser redistribuído segundo determinados critérios ideológicos e políticos para alcançar algo definido como justiça social… O resultado é que não se otimiza o esforço produtivo. Toda a tragédia do socialismo é, no fundo, a sub-otimização do esforço produtivo". (trecho retirado do livro "Conversas com Economistas Brasileiros").
| “ | "O mundo não será salvo pelos caridosos, mas, pelos eficientes". | ” |

Roberto Campos também era muito crítico da sua profissão de economista: uma das suas frases mais famosas era:
| “ | Há três maneiras de o homem conhecer a ruína: a mais rápida é pelo jogo; a mais agradável é com as mulheres; a mais segura é seguindo os conselhos de um economista. | ” |

## Escritor e ensaísta
Roberto Campos escreveu, durante anos, artigos sobre economia, para jornais, destacando-se como grande polemista. Deixou vários livros publicados sobre política econômica.
Em 1999 foi eleito para a cadeira 21 da Academia Brasileira de Letras, sendo o sétimo ocupante desta. Roberto Campos sucedeu Dias Gomes e foi recebido pelo acadêmico Antonio Olinto em 26 de outubro de 1999.
Deixou uma autobiografia intitulada "A Lanterna na Popa", na qual retrata não apenas a história econômica recente brasileira e mundial, como também seus feitos e suas observações sobre personalidades que conheceu ao longo de sua vida.

## Livros de Roberto Campos

### Como autor
- Economia, planejamento e nacionalismo (1963).
- Ensaios de história econômica e sociologia (1964).
- A moeda, o governo e o tempo (1964).
- Política econômica e mitos políticos (1965).
- A técnica e o riso (1967).
- Reflections on Latin American Development - University of Texas Press (1967).
- Do outro lado da cerca (1968).
- Ensaios contra a maré (1969)
- Temas e sistemas (1970).
- Função da empresa privada (1971).
- O mundo que vejo e não desejo (1976).
- Além do cotidiano (1985).
- Ensaios Imprudentes (1987).
- Guia para os perplexos (1988).
- O século esquisito (1990).
- Reflexões do crepúsculo (1991).
- A lanterna na popa (Memórias) (1994).
- Antologia do bom senso (1996).
- Na virada do milênio (Ensaios) (1998).

### Como coautor
- Trends in International Trade (Relatório do GATT).
- Partners in Progress (Relatório do Comitê Pearson do Banco Mundial).
- A Nova Economia Brasileira (com Mário Henrique Simonsen) (1974).
- Formas Criativas no Desenvolvimento Brasileiro (com Mário Henrique Simonsen) (1975)